# Phyllomedusa burmeisteri
Phyllomedusa burmeisteri är en groddjursart som beskrevs av George Albert Boulenger 1882. Phyllomedusa burmeisteri ingår i släktet Phyllomedusa och familjen lövgrodor. IUCN kategoriserar arten globalt som livskraftig. Inga underarter finns listade i Catalogue of Life.